# كاركارودونتوصوريا
كاركارودونتوصوريا (الاسم العلمي: Carcharodontosauria)، فرع حيوي لوحشيات الأرجل من قريبات الألوصورات. تشمل فصيلتي عظايا الكركردون ونيوفيناتوريات. وفقا للتعريف الوراثي الذي قدمه بنسون وزملاؤه في عام 2010، فإن هذا الفرع الحيوي يشمل جميع الحيوانات التي ترتبط ارتباطًا وثيقًا بكاركارودونتوصور ساهاريكوس ونيوفيناتور ساليريا أكثر من ألوصور فريغيليس سينرابتور دونجي.